# Туркевич, Николай Михайлович
Николай Михайлович Туркевич (18 октября 1912 года, с. Пониква, Бродовский район, Львовская область — 5 июня 1989 года, г. Львов) — профессор, украинский советский ученый в области химии и фармацевтики, доктор технических и фармацевтических наук, заведующий кафедрой фармацевтической химии Львовского государственного медицинского университета имени Д. Галицкого (1946—1977). Заслуженный изобретатель Украинской ССР.

## Биография
Николай Михайлович Туркевич родился 18 октября 1912 года в с. Пониква Бродовского района Львовской области. В 1935 году окончил химический факультет «Львовской политехники».
По окончании учёбы стажитровался у профессора Ю. Брауна в немецком городе Гейдельберг (1935). Работал ассистентом (1935—1937), позже доцентом кафедры технологии нефти «Львовской политехники» (1937—1939); профессор кафедры органической химии Львовского университета (1939—1941), заведующий лабораторией казеинового волокна в г. Лодзь, Польша (1941—1942), преподаватель органической химии «Львовской Политехники» (1942—1944), заведующий кафедрой общей химии (1945—1946), заведующий кафедрой (1946—1977), профессор (1977—1989) кафедры фармацевтической химии Львовского государственного медицинского института (ныне Львовский национальный медицинский университет имени Данила Галицкого).
Имел звания — доктор технических наук (1939), доктор фармацевтических наук (1954), Заслуженный изобретатель УССР, изобретатель СССР (1975).

## Научная деятельность
Профессор М. М. Туркевич был основателем и организатором фармацевтического факультета Львовского национального медицинского университета. Является основателем химико-фармацевтической научной школы в медицинском университете, научной школы химии тиазолидина и 1,3-тиазанина.
Профессор М. М. Туркевич — специалист в области синтеза биологически активных соединений. Его перу принадлежат около 500 печатных трудов, около 100 авторских свидетельств на изобретения, патентов, рационализаторских предложений, 36 монографий, пособий и учебников.
Область научных интересов: синтез новых биологически активных соединений, производных тиазолидиндиона.
М. М. Туркевич создал лекарственные средства: пентабисмол, димексид, Трихлорэтилен, диамифен; разработал методики синтеза 48 новых химических веществ. В разное время подготовил 75 кандидатов и двадцать докторов наук.

### Ученики
Учениками Николая Михайловича Туркевича являются профессора В. П. Крамаренко, О. В. Владзимирська, М. П. Яворський, Л. Я. Ладна-Роговская, Б. С. Зименковський, Р. М. Пиняжко, А. Ф. Минк и другие.

### Труды
- Studia z dziedziny związków powierzchniowo aktywnych (дис. Труд). Львов, 1939;
- Synthesen ein-, zwei- und dreikerniger Kohlenwasserstoffe mit 22 C-Atomen. Ber Dtsch Chem Ges 1940, № 8;
- Органические комплексы и соединения висмута (докт. дисс.). Львов, 1954;
- Антагонизм лекарственных веществ и их несовместимые сочетания (монография). Киев: Здоровье, 1958;
- Синтез пентабисмола. Мед. пром. 1961, № 6;
- Фармацевтическая химия (учебник). Киев: Высшая школа, 1961, 1973. (2 изд.);
- Номенклатура фармацевтических препаратов (пособие). Львов, 1962;
- Некоторые свойства 3-аминороданина. ДАН УССР 1965, № 5 (соавт.);
- Способ получения 4-тиотиазанона-2. Авт. свид. № 193520, 1967 г.;
- Способ получения диметилсульфоксида. Авт. свид. № 340420, 1972 г.;
- Thiophosphamide derivatives of isoquinoline alkaloids: method of producing and application. US Pat № 3865830, 1972 г. (соавт.);
- Клиническое применение димексида (монография). Киев: Здоровье, 1976.